# Perspektywy
Perspektywy es una revista educativa mensual polaca dirigida a jóvenes estudiantes de bachillerato, formación profesional y universidad. Con sede en Varsovia, su primer número apareció en 1998. Desde el año 2000 patrocina, en colaboración con el diario Rzeczpospolita, un conocido "Ranking de universidades". 

## Características
La revista está destinada a jóvenes que buscan una salida en el complejo mundo de la educación general y la formación profesional. Con periodicidad mensual, la revista analiza numerosos campos de estudio y profesiones. También hay amplias presentaciones de universidades y centros académicos de toda Polonia. Además, la publicación es conocida por preparar y anunciar muchos rankings, entre ellos: recopilando las mejores escuelas secundarias generales y universidades, públicas y privadas, así como rankings de estudios MBA. El contenido de la revista, que describe campos de estudio a través del prisma de una futura carrera profesional, está respaldado por numerosas declaraciones de estudiantes, investigadores y profesores. La revista también incluye materiales de revisión para alumnos y estudiantes. Un aspecto importante de los temas que cubre la revista es la educación, principalmente en Polonia y en la Unión Europea.

## Rankings
La revista es conocida en Polonia la publicación, junto con el diario " Rzeczpospolita " de varias clasificaciones educativas:
- Ranking Uczelni Akademickich
- Ranking Niepublicznych Uczelni Magisterskich
- Ranking Niepublicznych Uczelni Licencjackich (Inżynierskich)
- Ranking Państwowych Wyższych Szkół Zawodowych
- Ranking Edukacyjny Szkół Średnich

## Otras publicaciones
Propiedad de Wydawnictwo Perspektywy Press Sp., el grupo es editor de otras publicaciones, entre ellas:
- Guía para graduados de secundaria, 2010.
- Información sobre competiciones
- Guía para estudiantes de secundaria - escuelas secundarias y escuelas técnicas (Varsovia)

## Competiciones
- Interstudent – concurso para el mejor estudiante extranjero en Polonia